# Bataille du blé

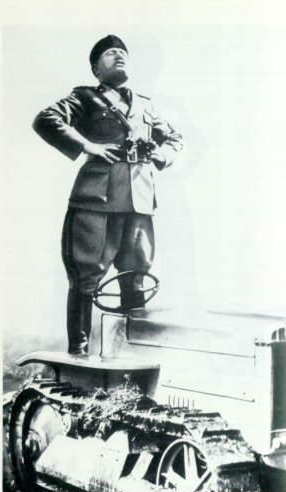
Benito Mussolini campé sur un tracteur, photo de propagande pour la bataille du blé.

La bataille du blé fut une campagne lancée  par Benito Mussolini sous le régime fasciste, dans les années 1920, dans le but d'assurer l'autosuffisance de l'Italie pour la production du blé. Elle a été proclamée lors de la séance de nuit de la Chambre des députés le 20 juin 1925.

## Contexte
Lorsque Benito Mussolini devient premier ministre de l'Italie en 1922, l'économie nationale est sérieusement amoindrie à cause des conflits de la Première Guerre mondiale.
Cependant, en 1925, le royaume d'Italie continue d'importer 25 millions de quintaux de blé sur une consommation totale de 75 millions. Pour faire face à cette situation qui provoque un important déséquilibre dans la balance commerciale italienne, Mussolini engage la « bataille du blé », une réforme protectionniste dont l'objectif est d'atteindre l'auto-suffisance de cette denrée de base de l'alimentation.